# Hamburger Hill
Hamburger Hill ist ein US-amerikanischer Antikriegsfilm des Regisseurs John Irvin aus dem Jahr 1987. Er erzählt die Geschichte einer Militäroperation der US-Armee im Vietnamkrieg – Operation Apache Snow im Mai 1969, die sogenannte Schlacht am Hamburger Hill –, mit dem Auftrag, den Hügel 937 (Dong Ap Bia) im A-Shau-Tal zu erstürmen.

## Handlung
Die Bravo-Kompanie (3. Bataillon, 187. Infanterie-Regiment, 101. US-Luftlandedivision) hat den Auftrag, Höhe 937 im A-Shau-Tal einzunehmen. Unter den Screaming Eagles sind auch 14 Neulinge, sogenannte Fucking New Guys. Sergeant Frantz versucht mit Hilfe seines Sanitäters Doc Johnson die Neulinge in die Besonderheiten des Dschungelkrieges einzuweisen.
Die Soldaten werden ins Kampfgebiet geflogen, während in der Heimat studentische Friedensbewegungen den Krieg in Vietnam – und damit auch die Soldaten – verdammen.
Die Erstürmung des Hügels wird für die Soldaten an vorderster Front zur persönlichen Hölle, wo sie den Eindruck gewinnen, ohne Rücksicht auf ihr Leben in die Schlacht geworfen und von den Gegnern zu Hamburger-Hackfleisch verarbeitet zu werden. Nicht nur heftige Gegenwehr der Nordvietnamesen macht den GIs zu schaffen, auch die nächtliche Lautsprecher-Propaganda, das extrem schlechte Wetter, versehentlicher Beschuss durch eigene Einheiten (Friendly Fire) sowie rücksichtslose Vorgesetzte machen die Schlacht zu einem Kampf ums nackte Überleben. Nach zehn blutigen Tagen ist der Hügel erstürmt.
Die Operation hat 70 Tote und 371 Verwundete gekostet. Fast alle namentlich genannten Protagonisten sind gefallen oder werden schwer verwundet. Kurz nach Erreichen des Gipfels wird der strategisch unbedeutende Hügel wieder aufgegeben.

## Drehorte
Gedreht wurde auf den Philippinen.

## Historischer Hintergrund
Das Gefecht begann am 10. Mai 1969. Im Rahmen der Operation Apache Snow sollten die in der Region befindlichen Kräfte der nordvietnamesischen Armee vernichtet werden. Das Tal selbst nannten amerikanische Soldaten aufgrund der verschiedenen in den sechziger Jahren geführten schweren Gefechte „Tal des Todes“.
Der Name Hamburger Hill soll übertragen so viel wie „Hackfleischhügel“ bedeuten. Dieser Name entstand, nachdem die nordvietnamesische Armee Artillerie aus dem Tal auf dem Hügel in Stellung gebracht hatte. Das amerikanische Kommando rechnete lediglich mit Mörserbeschuss, MG-Nestern und gewöhnlicher Infanterie. Die Idee, man könne von der Höhe aus mit Artillerie beschossen werden, schien angesichts des Fehlens von Lastern, Planierraupen oder gar Helikoptern auf der Seite des Vietkong völlig abstrus. Es war der nordvietnamesischen Armee aber gelungen, mit reiner Muskelkraft ihre Artillerie durch den Dschungel auf den Hügel zu bringen.

## Kritiken
„Der Film zeigt die Unerbittlichkeit des Krieges im aktuellen Fall und seine Sinnlosigkeit im Allgemeinen. Durch einige inszenatorische Unsicherheiten bei Details (unter anderem die ins Pathos überhöhte musikalische Untermalung) wird die beabsichtigte Wirkung zwar etwas geschmälert, insgesamt ist aber ein ernstzunehmender Anti-Kriegsfilm gelungen.“